# Fontaine (Agen, 4 rue Lomet)
La fontaine est une fontaine au no 4, rue Lomet, à Agen, dans le département de Lot-et-Garonne.

## Historique
L'ensemble de la fontaine doit correspondre à un projet d'aménagement d'un parc paysager envisagé par le baron d'empire Antoine-François Lomet (1759-1826),,, propriétaire du lieu. Elle a dû être construite entre 1808 et 1810. Elle est le témoin de l’art des jardins du début du XIXe siècle. Elle a été construite au pied du rempart et elle se trouve aujourd’hui dans un angle du parking de la Chambre de commerce et d'industrie de Lot-et-Garonne.
La fontaine a été inscrite au titre des monuments historiques le 2 mars 1992

## Description
La fontaine a été réalisée dans une grotte creusée dans la maçonnerie de l'ancien rempart de la ville. 
L'aménagement de cette fontaine comprend deux colonnes et deux banquettes en pierre. Avec la présence de bassins, il évoque un nymphée. 